# Christian Grøn
Christian Jessen Grøn (2. januar 1894 i Jegerup ved Haderslev – 28. november 1971) var en dansk købmand og politiker.
Grøn var søn af landmand Jes Grøn (død 1932) og hustru Jensine f. Elfsen (død 1945), kom i lære i firmaet Jørgen Jensen (manufaktur detail), Vojens 1909-12 var i tysk militærtjeneste under 1. verdenskrig 1915-18, prokurist hos Braunstein & Schibbye, København 1919, lagerchef hos Falk Larsen & Rasmussen, København 1922-27 og indehaver af Sundby Messe fra 1927.
Grøn var skatmester i Sct. Andreas Ordenen 1941-51, stormester fra 1956, medlem af bestyrelsen for Sundbyernes Handelsstandsforening fra 1940 (næstformand fra 1947) og for Københavns Manufakturforhandlerforening fra 1937 (formand fra 1947), medlem af repræsentantskabet for Dansk Textil Union fra 1941, formand for dennes forretningsudvalg og for Dansk Textil Union fra 1951, formand for Butikshandelens Fællesråd 1954-56: medl. af Københavns Borgerrepræsentation (for Det Konservative Folkeparti) fra 1950, af repræsentantskabet for Amagerbanken 1952 og af bestyrelsen for A/S Lidano 1954. Han var Ridder af Dannebrog.
Grøn blev gift 13. april 1922 med Marie f. Skøtt, f. 4. marts 1897 i Hoptrup ved Haderslev, datter af vognmand Niels Skøtt (død 1947) og hustru Marie f. Nielsen (død 1921).